# DayZ
A DayZ egy kizárólag többjátékos túlélő videojáték, amelyet a Bohemia Interactive fejlesztett és adott ki. Ez az ARMA 2 játék azonos nevű modjának önálló utódja. A Windows-on ötéves korai hozzáférési időszakot követően a játék hivatalosan 2018 decemberében jelent meg, Xbox One-ra és PlayStation 4- re pedig 2019-ben.
A játék egy fiktív posztszovjet Chernarus Köztársaságba helyezi a játékost, az ARMA 2 eredeti helyszínére, ahol egy rejtélyes járvány a lakosság nagy részét erőszakos "fertőzötté" változtatta. Túlélőként a játékosnak élelem, víz, fegyverek és gyógyszerek után kell kutatnia a világban, miközben megöli vagy elkerüli a fertőzötteket, és megöli, elkerüli vagy együttműködik más játékosokkal, hogy túlélje a járványt.
A DayZ fejlesztése 2012-ben kezdődött, amikor a mod készítője, Dean Hall csatlakozott a Bohemia Interactive-hoz, hogy elkezdje a játék önálló verziójának munkálatait. A fejlesztés során a játék motorjának a játék igényeinek megfelelő módosítására, egy működő kliens-szerver architektúra kifejlesztésére, valamint olyan új funkciók bevezetésére összpontosítottak, mint a betegségek és egy jobb leltárrendszer. A játékból a korai hozzáférési fázisban több mint hárommillió példányt adtak el.

## Játékmenet
A játékos célja, hogy életben maradjon és egészséges maradjon a játék világát sújtó zombijárvány körülményei között. A játékos csak egyszerű ruhákkal, egy világító pálcával és egy fél kötszerrel felszerelkezve indul, és el kell kezdenie felfedezni a fiktív egykori szovjet köztársaságot, Csernarusz 225 négyzetkilométeres területét, hogy olyan helyszíneket kutasson fel, mint például házak, pajták és lakások, és hogy ellátmányt gyűjtsön.
A túléléshez szükséges alapvető cikkeken túl a játékosok különböző ruhákat találhatnak, amelyek lehetővé teszik a karakter testreszabását, illetve extra tárolóhelyet adnak a készletek számára. A térképen elszórtan különféle fegyverek is találhatók, amelyekkel a játékosok megvédhetik magukat a zombiktól és szükség esetén a többi játékostól. Ezek nagyrészt a közelharci fegyverekre összpontosítanak, de számos lőfegyver is jelen van, olyan tartozékokkal együtt, mint a hangtompítók és a távcsövek.
Ezen kívül a játékban légitámadások is vannak, amelyek mérges gázt bocsátanak ki, ami vérzést és hányást okoz a játékosnál, és végül eszméletvesztéshez és halálhoz vezet, hacsak nem hagyja el a zónát és nem talál megfelelő gyógyszert. A karakterek NBC ruhát és gázálarcot használhatnak a sérülések elkerülése érdekében.
A DayZ játékmenetének fontos része a játékosok közötti interakció. A játék biztosítja a közeli hangchatet és a szöveges csevegést. A játékon belüli gesztusokat is biztosít, mint például az integetés vagy a kezek felemelése a megadás jelzésére.
A térképen való utazás közben a játékosok különböző orvosi felszereléseket is találhatnak, mivel a környezet számos veszélyt jelent a karaktereink számára. A tervezett funkciók között olyan betegségek szerepelnek, mint a kolera, a vérhas és a hepatitis, amelyeket szennyezett víz vagy romlott étel fogyasztásával lehet elkapni, és megfelelő gyógyszerekkel kell gyógyítani.
Ha egy játékost meglőnek vagy megsebesítenek, a nála lévő tárgyak megsérülhetnek. Vérzés esetén a játékost gyorsan be kell kötözni, hogy a vérveszteséget minimalizálják; a túlzott sérülés vagy vérveszteség a látás súlyos romlásához és eszméletvesztéshez vezethet.
A játék tervezett funkciói közé tartozik, hogy a játékosok bázisokat építhessenek a világban, ahol biztonságban tarthatják tárgyaikat. A fejlesztők biztonsági rendszerek és a programozható számítógépek lehetőségét is fontolóra vették.
A játék szöveges és hangos csevegésre épül. Amely lehetővé teszi a játékosok számára, hogy nagyon rövid távolságon keresztül kommunikáljanak anélkül, hogy a közelben lévő játékosok meghallanák. Valamint rádiókat használhatnak, amelyek lehetővé teszik a nagyobb hatótávolságú kommunikációt, beleértve a játékosok által üzemeltetett rádióállomások lehetőségét.

## Fordítás
- Ez a szócikk részben vagy egészben  a   DayZ (video game) című angol Wikipédia-szócikk ezen változatának fordításán alapul.  Az eredeti cikk szerkesztőit annak laptörténete sorolja fel. Ez a jelzés csupán a megfogalmazás eredetét és a szerzői jogokat jelzi, nem szolgál a cikkben szereplő információk forrásmegjelöléseként.